# La Main dans le sac (bande dessinée)
 (janvier 2020).
Pour les articles homonymes, voir La Main dans le sac (homonymie).
La Main dans le sac est le trente-quatrième album de la série de bande dessinée Les Simpson, sorti le 30 août 2017, par les éditions Jungle. Il contient deux histoires : Les Smithers et Le Bal masqué.